# Stropkovský hrad
Stropkovský hrad byl hrad uprostřed Stropkova, který z větší části zanikl v 18. století.

## Historie
Počátky historie tohoto hradu sahají do první poloviny 15. století a jsou nerozlučně spjaty s městem Stropkov. Hrad byl situován v jižní části náměstí a vznikl postupným obestavěním původní královské mýtné věže při farním kostele, která plnila i roli zvonice. Původně měl asi jen dřevěné palisádové opevnění, ale postupem času se vyvinul na plnohodnotný zděný městský hrad pentagonální půdorysu, jak ho známe z roku 1767. Jeho majiteli byli Perényiové (páni z Perína) (1408–1657) a Peteovci (1657–1814). Donedávna byl rozšířen názor, že hrad byl zbořen po potlačení kuruckého povstání v roce 1711, ale tento názor je chybný, protože známe jeho půdorys z roku 1767. Jeho zánik souvisí z požárem města, kdy bylo zničeno celé centrum města i hrad. Po požáru již nebyl opraven a pracovití obyvatelé Stropkova si jeho zdivo rozebrali na podezdívky svých domů. Zachovala se z něj jižní část východního křídla (dnes zámeček) a centrální farní kostel, kolem kterého byl hrad postaven.
Pozůstatky hradu se nacházejí v patrové budově zámečku na východní straně farního kostela a v gotické uzávěře presbytáře, který bylo původně hradní kaplí. Základy hradu jsou pod terénem v okolí farního kostela. Hradní komplex byl zčásti přestavěn na zámeček, resp. obytnou stavbu a ostatní fortifikační objekty byly později rozebrány a použity při nové výstavbě města.

## Exteriér
Vnitřní hrad měl obrannou věž, palác s kaplí, s vnějším hradem byl spojen padacím mostem. Vnější hrad měl velkou rozlohu a byl opevněn dělovými baštami. Kolem vnějšího hradu vedl hluboký příkop. Hrad, resp. jeho opevnění plnilo funkci i městské fortifikace.

## Současný stav
Původní hrad je částečně zachovaný ve zdivu zámečku, který stojí na jeho místě, zčásti v budově kostela (hradní kaple a věž), část hradu leží stále i pod povrchem náměstí.